# Маврицийски език
Маврицийският език е креолски език, говорен от около 600 000 души в Мавриций.